# Tumpeng (Candipuro)
Tumpeng is een bestuurslaag in het regentschap Lumajang van de provincie Oost-Java, Indonesië. Tumpeng telt 5328 inwoners (volkstelling 2010).